# دانيال بي. مور
دانيال بي. مور (بالإنجليزية: Daniel B. Moore)‏ هو عسكري أمريكي، ولد في 12 يونيو 1838 في ميفلين في الولايات المتحدة، وتوفي في 2 يوليو 1914.